# Розривна машина

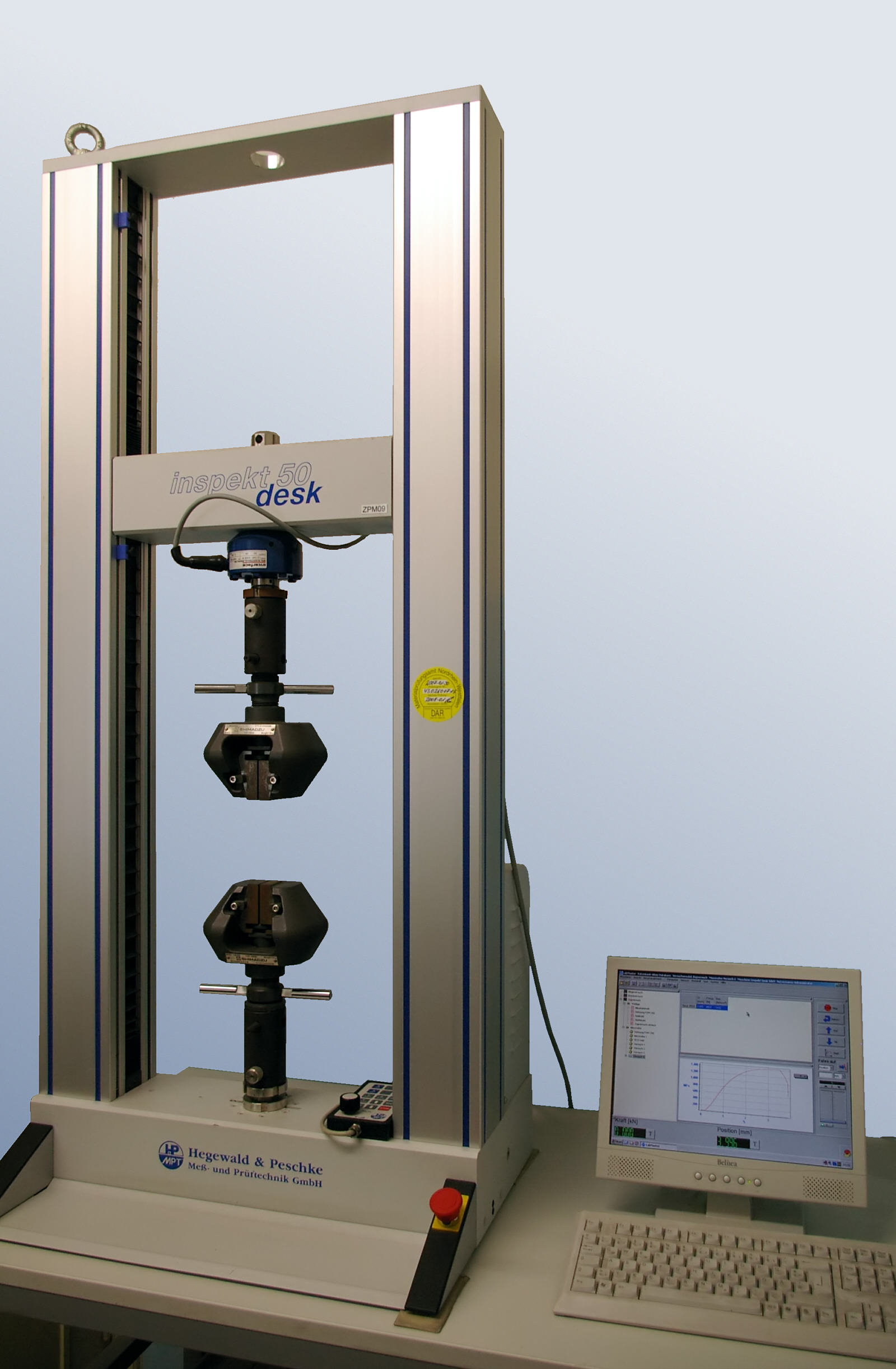
Універсальна розривна машина

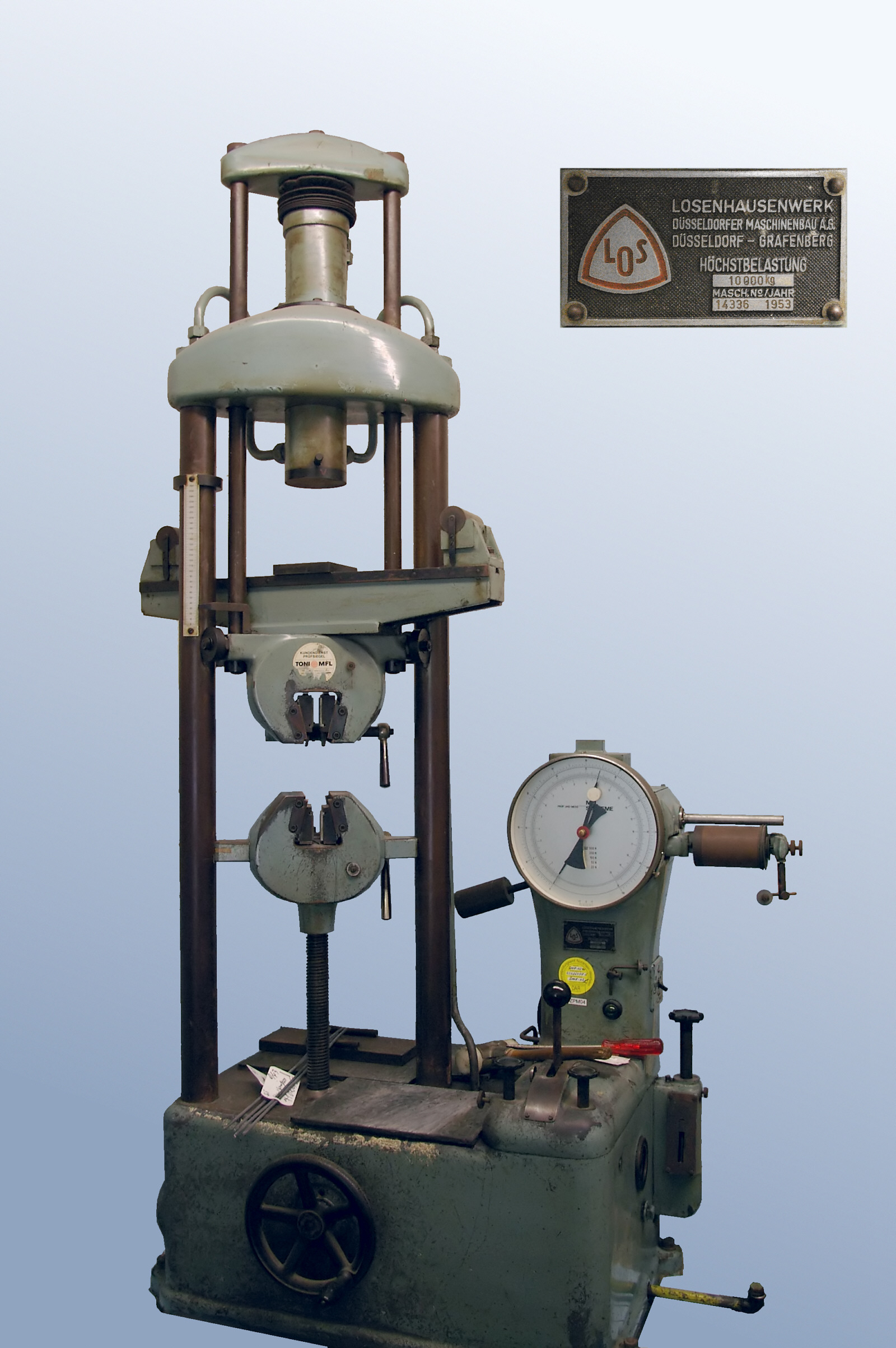
Розривна машина зразка 1953 року з циферблатним покажчиком

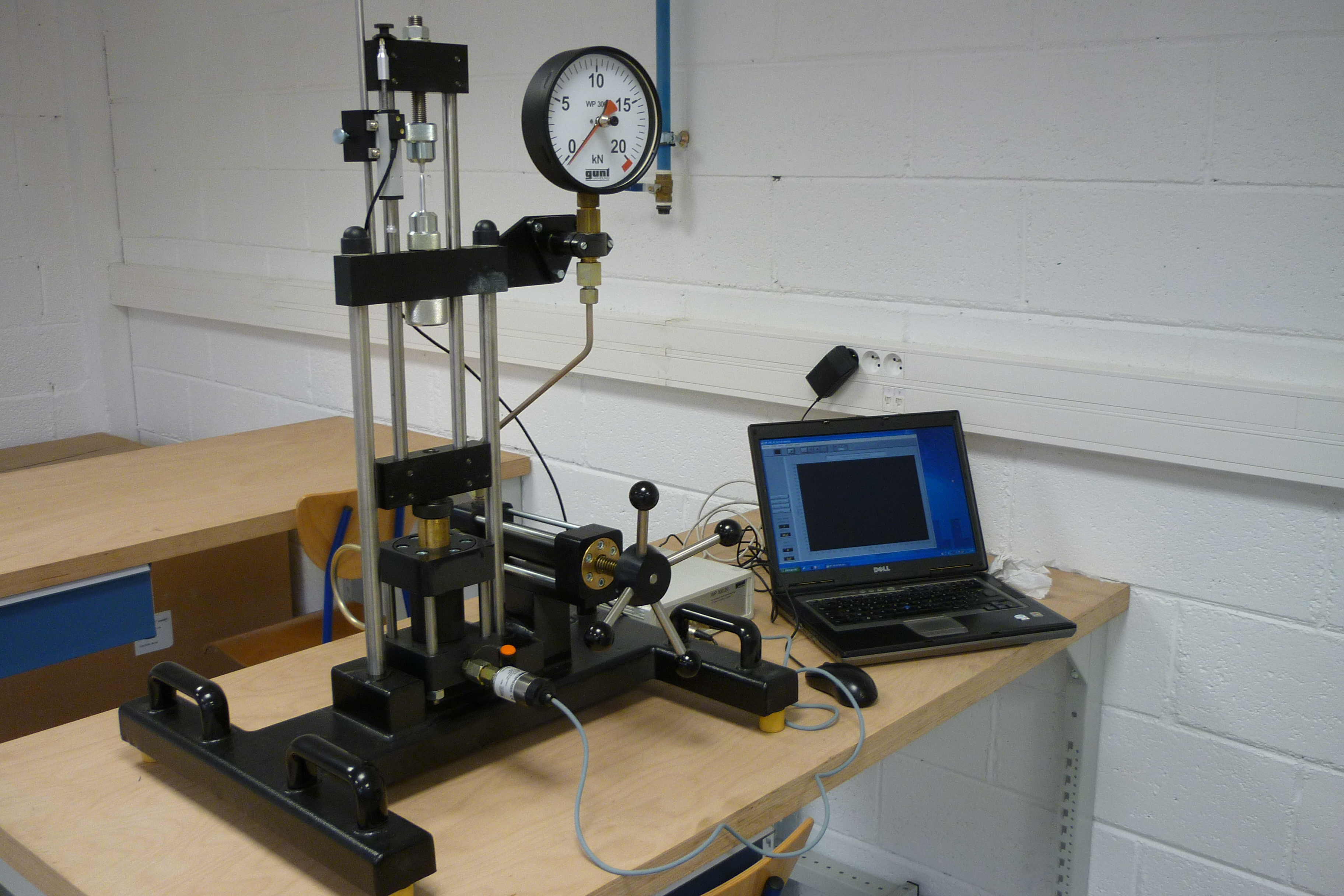
Розривна машина для навчальних цілей настільного виконання з електрогідравлічним приводом

Розривна́ випро́бувальна маши́на — машина для випробування зразка на розрив під час розтягування з метою визначення механічних властивостей матеріалів (сили опору, деформації чи енергії, витраченої на руйнування), а також для випробувань деталей, складальних одиниць та виробів шляхом пошкодження або руйнування. Розривна машина складається з випробувальної установки і блоку керування.
Універсальна розривна машина — випробувальна машина, на якій можна проводити механічні випробування не лише на розтягування, але і на стискування, згинання, повзучість, тривалу міцність і релаксацію.

## Класифікація розривних машин
Випробувальна установка розривної машини включає пристрій навантаження і засоби вимірювальної техніки. 
За видом пристрою створення навантаження розривні машини поділяються на машини з електрогідравлічним і електромеханічним пристроями навантаження. 
Для випробування пружних матеріалів (метали, деревина, гума, полімери, тканини та ін.) застосовують розривні машини з однією або декількома сталими швидкостями деформування (жорстке навантаження), а для випробування крихких матеріалів — розривні машини із сталою швидкістю навантаження (м’яке навантаження). 
За орієнтацією в просторі зусилля розтягу розривні машини поділяються на вертикальні і горизонтальні. 
За видом випробовуваних матеріалів машини поділяють на машини:
- для випробування зразків з металевих матеріалів;
- для випробування будівельних матеріалів;
- для випробування полімерних матеріалів;
- для випробування текстильних матеріалів (матеріалів легкої промисловості).

Вимірювальні прилади визначають зусилля і деформації на різних стадіях випробувань і передають результати вимірювань на показуючи або пристрої реєстрації чи засоби накопичення інформації. Прилади для вимірювання зусилля можуть бути механічними (важільними, важільно-маятниковими або пружинними), гідравлічними і електричними (тензорезисторними, вібраційно-частотними та ін.). При дослідженні розподілу деформацій у зразках чи деталях машин і конструкцій в умовах механічних випробувань матеріалів використовують тензометри різноманітних конструктивних виконань. Найпоширенішими є електротензометри опору, основним елементом яких служить тензорезисторний давач.
Розривні машини для випробування матеріалів при температурі, відмінній від нормальної, забезпечені печами (для нагрівання) і кріокамерами (для охолоджування зразка).

## Технічні характеристики
Навантажувальний пристрій (механічний чи гідравлічний) може також забезпечувати повторні циклічні навантаження. 
Розривні машини моделей, створених після 1980-х років оснащуються портами для підключення до ЕОМ або мікропроцесорними засобами керування, збору та обробки інформації з випробувань. Використання електронних (мікропроцесорних) засобів дозволяє автоматично відтворювати заданий режим випробувань. 
Універсальні розривні машини оснащені системою комп'ютерного керування, що забезпечує автоматичне керування процесом випробування, обробку результатів випробування та подання їх у вигляді протоколу і діаграм «навантаження — деформація/переміщення» (машинних діаграм) для статичних випробувань, а для циклічних випробувань на втому — побудова кривих втоми, діаграм граничних напружень і амплітуд, пружно-пластичного деформування в будь-якому масштабі.
Пакет прикладних програм дозволяє автоматично визначати такі характеристики механічних властивостей матеріалу:
- при статичних випробуваннях: 
  - границю пропорційності, σпц;
  - границю пружності, σ0,05;
  - модуль Юнга, E;
  - границю плинності, σт;
  - умовну границю плинноості, σ0,2;
  - тимчасовий опір, σв;
  - відносне видовження після розриву зразка, δр;
- при малоциклових випробуваннях:
  - амплітуду пластичної деформації і амплітуду повної деформації у м'якому режимі навантаження;
  - амплітуду напружень в умовах жорсткого навантаження;
- при багатоциклових випробуваннях:
  - амплітуду напружень;
  - число циклів до руйнування.

Універсальні розривні машини попередніх поколінь мають діаграмний апарат, що записує дані у процесі випробування в координатах «навантаження — деформація», «навантаження — час», «деформація — час». Запис деформації відбувається від рухомого захвату або від тензометра, встановленого на зразку. 
Граничне зусилля навантажуючих пристроїв розривних машин:
- для неметалів — 105 Н (104 кгс);
- для металів — 5•105 Н (5•104 кгс );
- для виробів — вище за 3•107 Н (3•106 кгс ).

Граничне значення допустимої похибки вимірювання навантаження:
- при статичному навантаженні ±1 %;
- при циклічному навантаженні ±3 %.

Границі допустимої похибки при вимірювання
- переміщень ±3 %;
- деформації ±2	%.

Границі допустимої похибки відтворення заданих режимів навантаження ±5 %.

## Зарубіжні стандарти
- ASTM E8 Standard Test Methods for Tension Testing of Metallic Materials
- ISO 6892 Metallic materials—Tensile testing at ambient temperature
- JIS Z2241 Method of tensile test for metallic materials
- ASTM E4 - Practices for Force Verification of Testing Machines
- ASTM E74 - Practice for Calibration of Force Measuring Instruments for Verifying the Force Indication of Testing Machines
- ASTM E83 - Practice for Verification and Classification on Extensometer Systems
- ASTM E1012 - Practice for Verification of Test Frame and Specimen Alignment Under Tensile and Compressive Axial Force Application
- ASTM E1856 - Standard Guide for Evaluating Computerized Data Acquisition Systems Used to Acquire Data from Universal Testing Machines
- JIS K7171   - Standard for determine the flextural strength for plastic material & products